# Susanne Specht

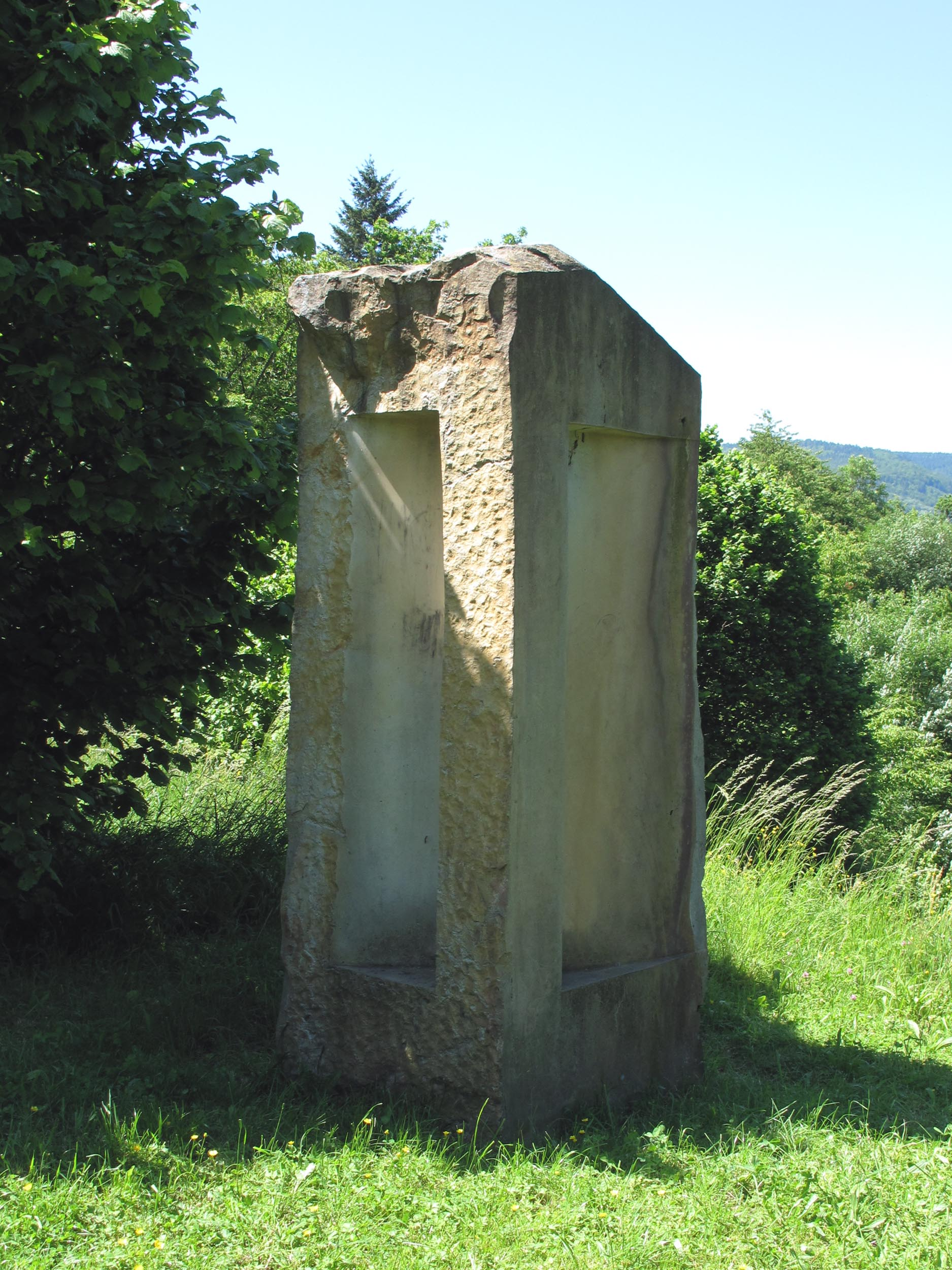
Susanne Specht, Tempel (1996) in Skulpturenpark Heidelberg

Susanne Specht (Saarbrücken, 1958) is een Duitse beeldhouwster.

## Leven en werk
Zij studeerde van 1980 tot 1986 beeldhouwkunst aan de Hochschule der Künste Berlin in Berlijn bij de beeldhouwer Michael Schoenholtz. Met een beurs (de Nachwuchsförderstipendium Nafög) verbleef zij van 1986 tot 1988 in Bretagne. Zij won in 1987 de Kunstpreis Zweibrücken en in verkreeg tussen 1989 en 1991 achtereenvolgens een atelierstipendium ( van de Karl-Hofer-Gesellschaft), een werkstipendium (van de Berlijnse Senaat) en een stipendium van Eurocréation in Niort (Frankrijk). Susanne Specht is vooral een steenbeeldhouwer en de door haar gebruikte steensoorten zijn met name marmer en graniet. Naast steen maakt zij sinds 2005 ook werk in beton.
Van 1994 tot 2000 was zij docente aan de Universität der Künste in Berlijn en in 2003 aan het Archäologisch Institut van de Universiteit van Würzburg. In 2008 volgde haar benoeming tot hoogleraar aan de Hochschule Niederrhein in Krefeld.
Susanne Specht wordt regelmatig uitgenodigd voor deelname aan beeldhouwersymposia, onder andere in Larvik (Noorwegen): Symposium Norge 1985, Wolfsburg: Bildhauerprojekt im Schloss Wolfsburg 1995, Velpke: 1. Internationales Velpker-Bildhauer-Symposion 1996 en Syke: Natur-Skulptur-Natur 2003.
Haar werk bevindt zich in de collectie van diverse musea, onder andere de Berlinische Galerie in Berlijn, in beeldenparken, in de collectie van de Guardini Stiftung in Berlijn en in de steden Hof en Neurenberg.

## Werken in de openbare ruimte (selectie)
- 1985 Bergstein, Larvik (Noorwegen)
- 1995 Drei Tore, Wolfsburg-Hageberg
- 1996 Tempel, Skulpturenpark Heidelberg in Heidelberg[1]
- 1998 Quelle, beeldenroute Skulpturenpfad Saarweg Merzig
- 1998 Intermundien, Skulpturengarten AVK in Berlijn
- 2001 Fluß-Station (3-delig), Tiergartendreieck in Berlijn bestaande uit: Wasserstein (1988), Quelle (2001) en Wassertor (2001)
- 2001 Zwei Wellen (2-delig), Skulpturenpfad Mosel
- 2001 Innenklange (32-delig uit zwart graniet)
- 2002 Silentium, Nuthepark in Potsdam
- 2003 Mütter, Vorwerk Syke in Syke
- 2006 Lange Bank, Pankeufer in Berlijn (5-delig van roodkleurig beton)
- 2007 Matrix (20-delig van roodkleurig beton)
- 2007 Lights to the sea, Bodrum (Turkije)